# Raseef22
Raseef22 (en arabe: رصيف22) est une plateforme médiatique arabe fondée en 2013 et basé à Beyrouth, au Liban. Laïque et progressiste, elle publie du contenu en arabe et en anglais et couvre 22 pays arabes ainsi que la diaspora arabe.
Elle se décrit comme indépendante,.